# Provinz Chucuito
Die Provinz Chucuito gehört zur Verwaltungsregion Puno und liegt im Süden von Peru. Sie besitzt eine Fläche von 3978 km². Bei der Volkszählung 2017 wurden in der Provinz 89.002 Einwohner gezählt, 10 Jahre zuvor betrug die Einwohnerzahl noch 126.259. Verwaltungssitz ist Juli.

## Geographische Lage
Die Provinz Chucuito liegt im Süden der Region Puno, am Südufer des Titicacasees und erstreckt sich über das aride Andenhochland südlich des Sees. Die Längsausdehnung in NNO-SSW-Richtung beträgt 110 km. 
Im Norden grenzt die Provinz Chucuito an die Provinz Yunguyo, im Südosten verläuft die Staatsgrenze zu Bolivien, im Westen liegt die Nachbarprovinz El Collao.

## Verwaltungsgliederung
Die Provinz Chucuito besteht aus den folgenden 7 Distrikten. Der Distrikt Juli ist Sitz der Provinzverwaltung.
| Distrikt    | Verwaltungssitz |
| ----------- | --------------- |
| Desaguadero | Desaguadero     |
| Huacullani  | Huacullani      |
| Juli        | Juli            |
| Kelluyo     | Kelluyo         |
| Pisacoma    | Pisacoma        |
| Pomata      | Pomata          |
| Zepita      | Zepita          |